# Orvosi tüdőfű
Az orvosi tüdőfű, vagy egyszerűen csak tüdőfű (Pulmonaria officinalis) a borágófélék (Boraginaceae) családjába tartozó tüdőfű (Pulmonaria) nemzetség 4 Magyarországon is előforduló fajának egyike, melyet gyógynövényként alkalmaz a népi gyógyászat. Nevezik pettyegetett tüdőfűnek, petyegetett tüdőlevélnek, illetve dongófűnek is.

## Élőhelye
Üde, főként gyertyán- és bükkelegyes erdőkben él. Európaszerte elterjedt. Magyarországon a domb- és hegyvidékeken gyakori, nem védett. E növényfaj előfordul a Bükk-vidéken is.

## Jellemzői
15–34 cm magas, lágyszárú, évelő növény.
- A szárlevelek szórt állásúak, ülők. A virágzás után kifejlődő nyári tőlevelek hosszú nyelűek, fehér foltosak, gyakran áttelelők. (A fehér foltok a Pulmonaria officinalis subsp. obscura alfaj esetében hiányoznak.)
- Virága bimbóként piros, kinyílva bíboros, majd fokozatosan megkékül (a színt a sejtnedv savassága befolyásolja). Március-május között virágzik.
- Termése makkocska.

Geofiton, azaz az erdő lombfakadása előtt virágzik, majd a gyors termésérlelés után már csak a vegetatív szervei látszanak a felszínen.

### Felhasználása
Gyógynövény. Drogja a levél, ritkán a virágzó, föld feletti rész.
Összetétele: 10-15% ásványi anyag, kovasav, allantoin, nyálkaanyagok, flavonidok (kempferol, kvercetin), a flavonidok glikozidjai.
Köptető, köhögéscsillapító hatású, teakeverékek gyakori alkotóeleme. Régen TBC ellen használták. Homeopátiás szerekben légcsőhurut és tüdőasztma ellen vélik hatásosnak.

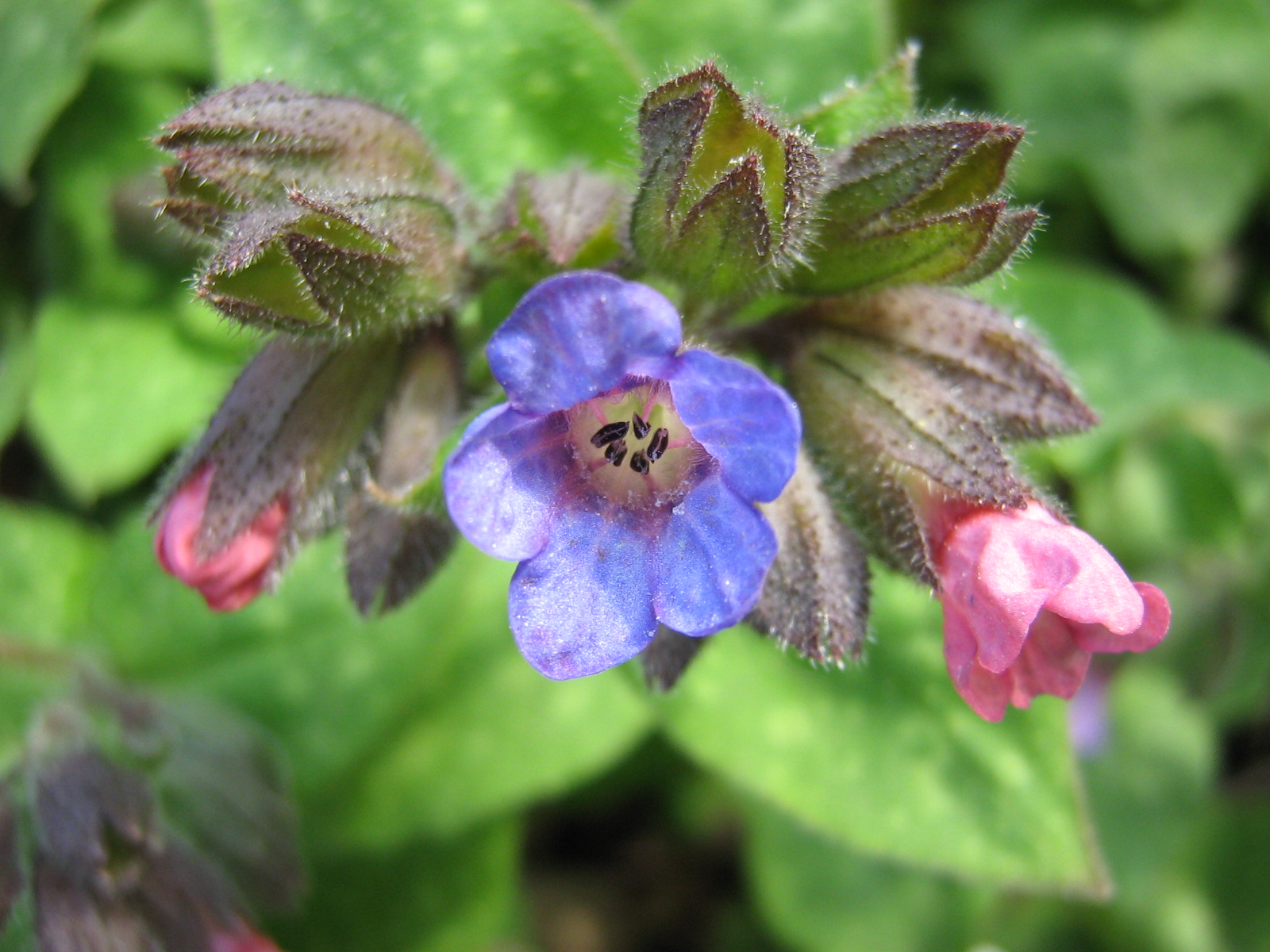
Az orvosi tüdőfű virága

## Hasonló vagy rokon fajok
- Bársonyos tüdőfű (Pulmonaria mollis)
- Keskenylevelű tüdőfű (Pulmonaria angustifolia)
- Erdei gyöngyköles (Lithospermum purpureo-coeruleum)